# Temple Neuf (Straßburg)

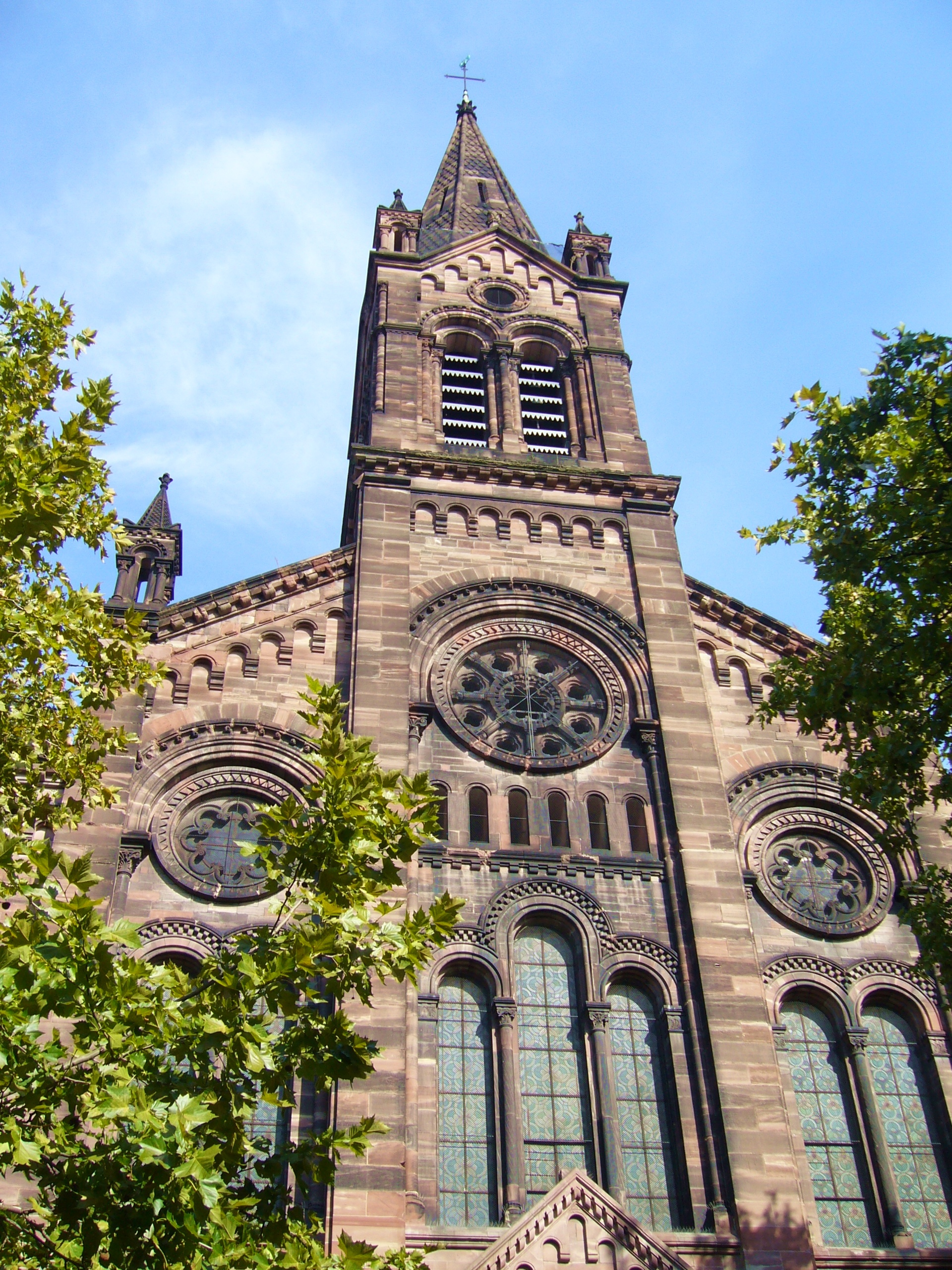
Fassade des Temple Neuf

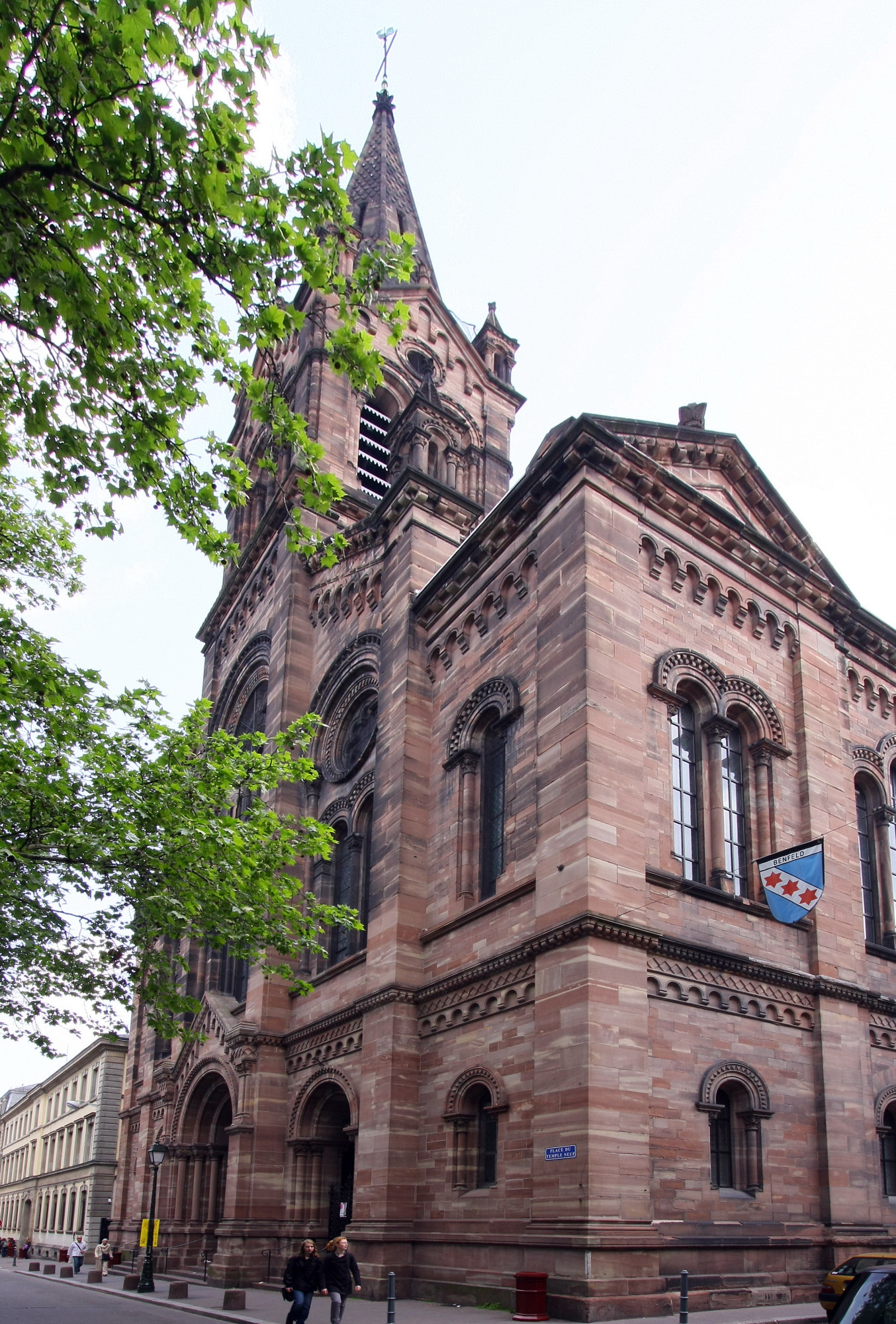
Seitenansicht der Fassade

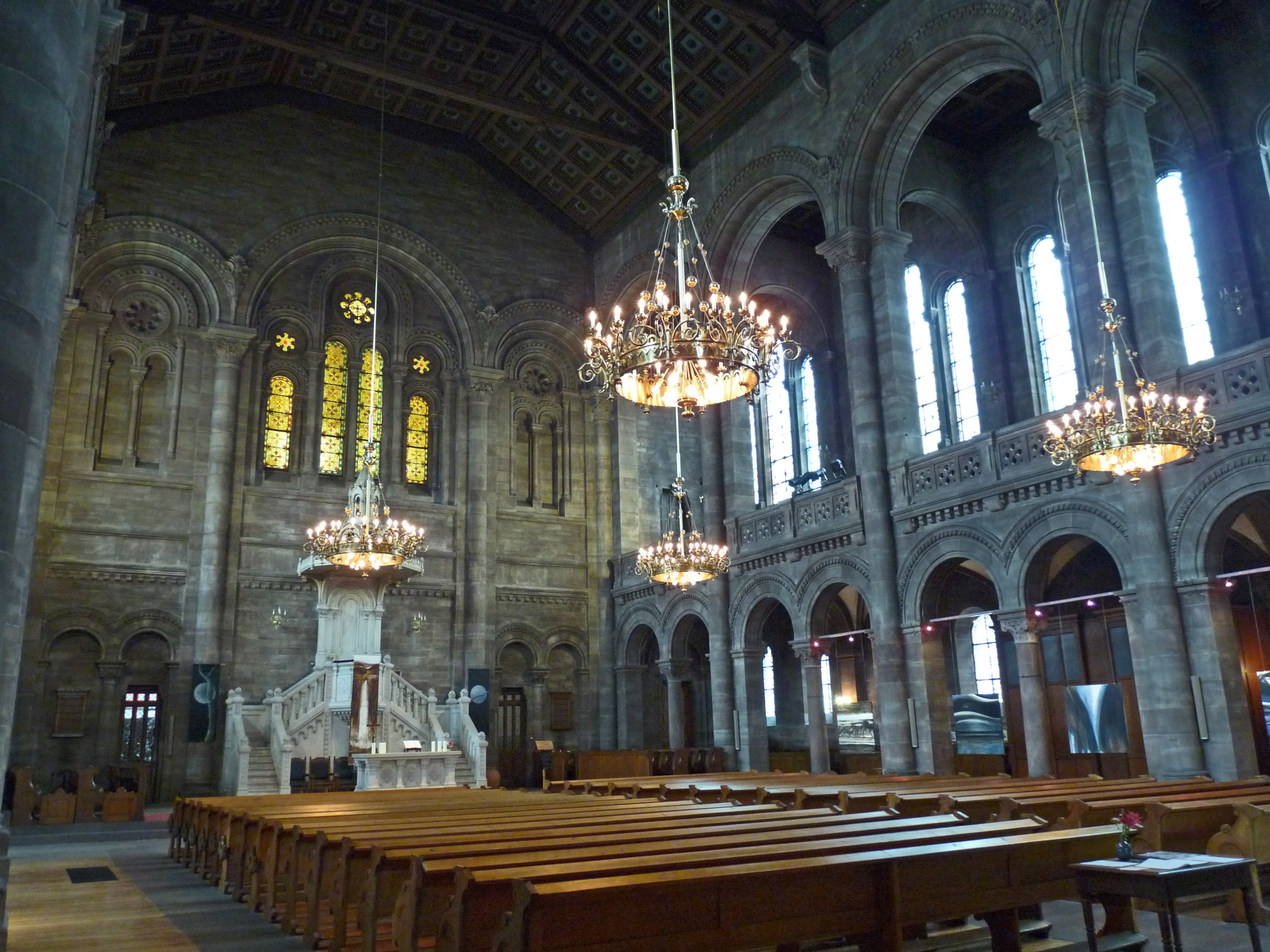
Innenansicht

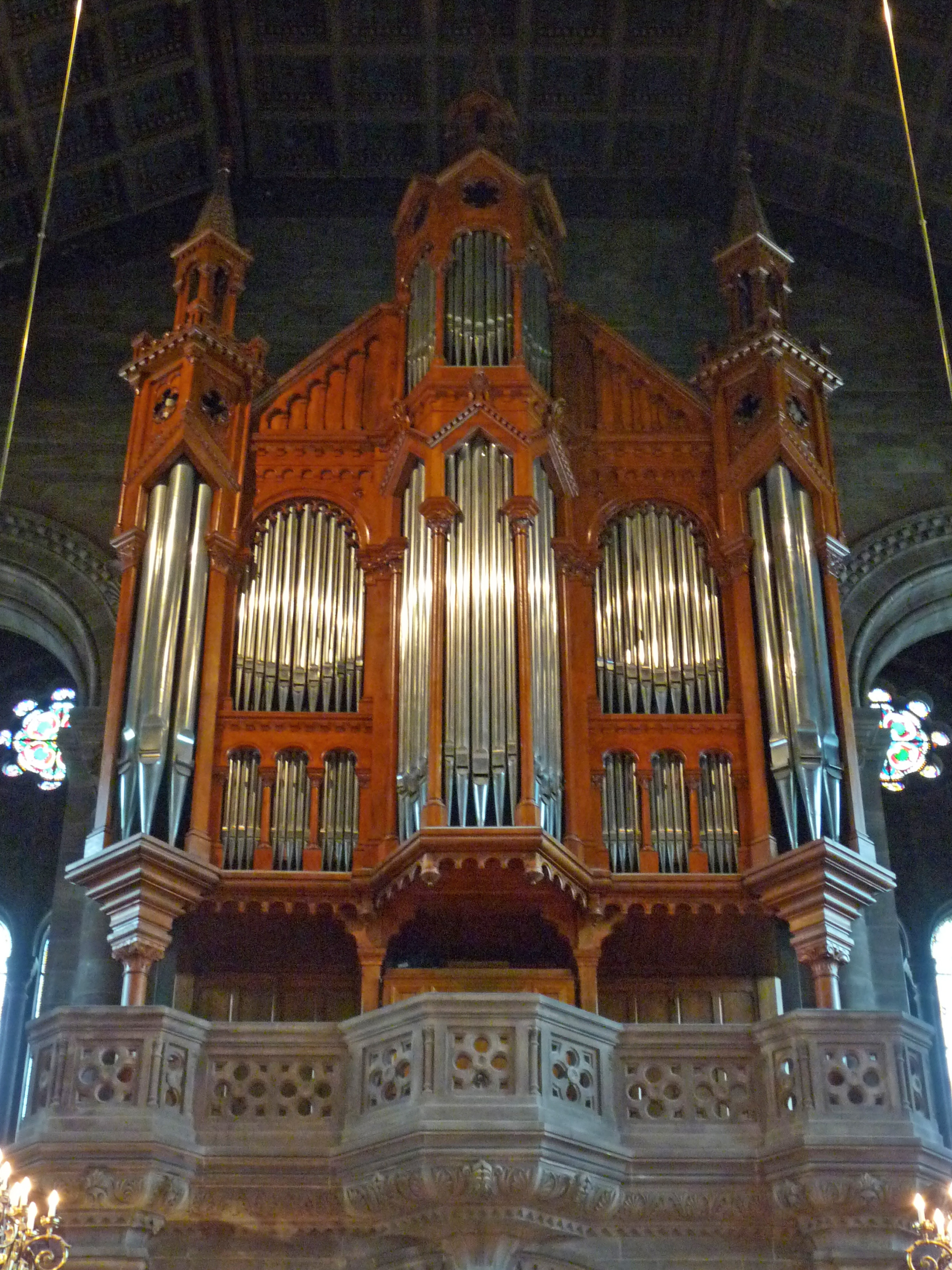
Die Orgel

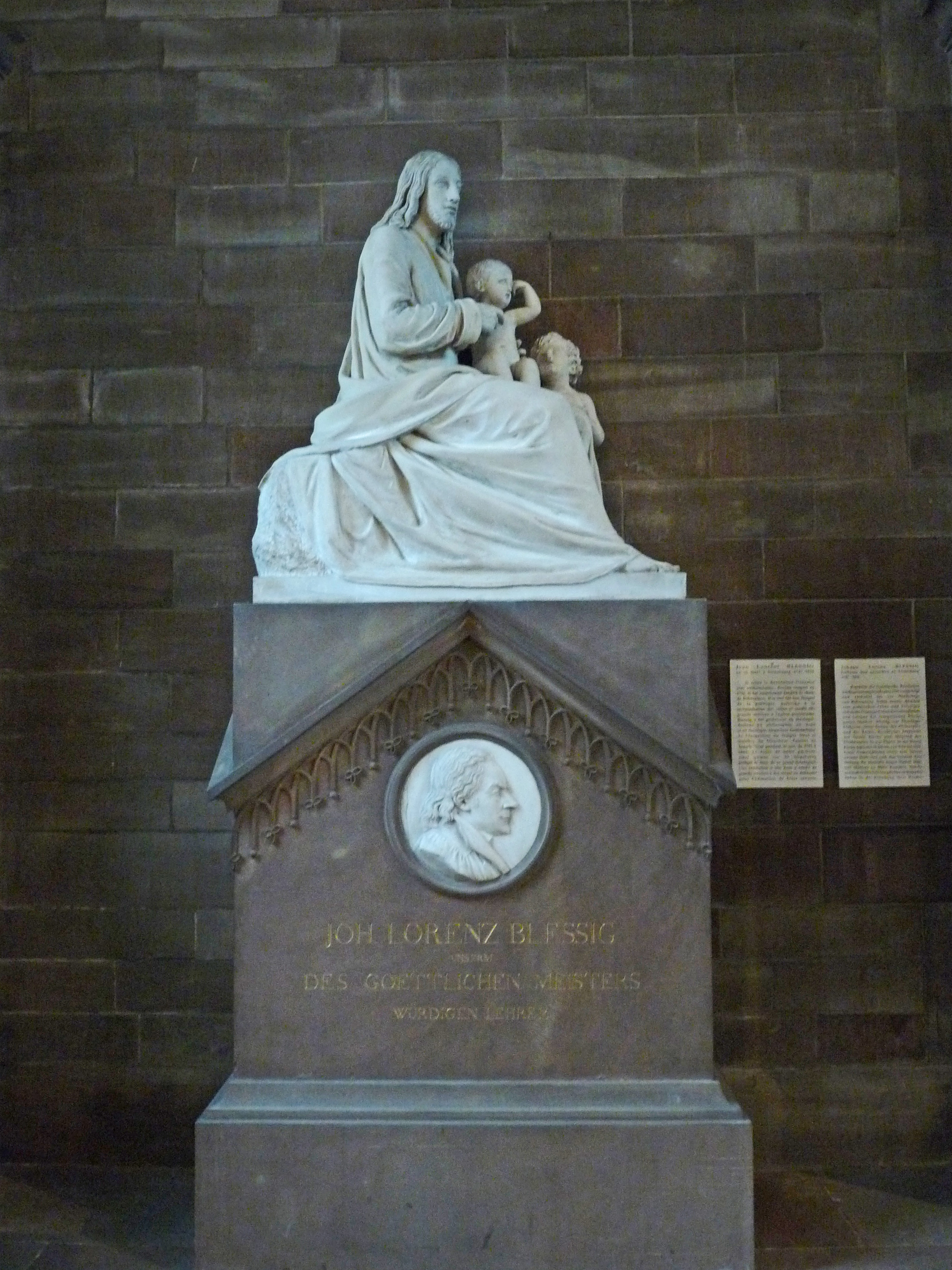
Denkmal für Johann Lorenz Blessig, von Landolin Ohmacht

Der Temple Neuf (deutsch Neukirche) ist eine fünfschiffige lutherische Kirche in Straßburg, die sich seit 1877 an Stelle eines mittelalterlichen Vorgängerbaus in der Nähe des Münsters erhebt.

## Geschichte
Sie wurde 1874–1877 im neuromanischen Stil vom Architekten Émile Salomon nach 1872 vorgelegten Plänen errichtet und im Jahre ihrer Fertigstellung mit einer großen Orgel von Joseph Merklin ausgestattet.
Vorgängerbau des Temple Neufs war die ehemalige Dominikanerkirche, das nach dem Münster mit 85 Metern zweitlängste gotische Kirchengebäude der Stadt. Seit der Reformation diente sie als protestantische Kirche (Johannes Calvin predigte in dieser Kirche und hielt hier Gottesdienste ab), der abgetrennte Chor und das angrenzende Kloster seit der Französischen Revolution als Stadtbibliothek und -archiv. Dort wurde unter anderem die wertvolle Sammlung an mittelalterlichen Handschriften (darunter der Hortus Deliciarum) aufbewahrt, die während des Deutsch-Französischen Kriegs durch preußisches Artilleriefeuer vernichtet wurde. Auch die kostbare Büchersammlung von Johann Daniel Schöpflin ging zugrunde. Nach dem Abriss der Ruine wurde bereits 1871 ein Wettbewerb zum Neubau ausgeschrieben, an dem sich auch Gottfried Semper beteiligte. 
Die mittelalterlichen Bleiglasfenster der Dominikanerkirche, insgesamt 292 Felder, wurden bereits 1832 von der Liebfrauenkirchenstiftung (Fondation de l’Œuvre Notre-Dame) erworben und 1833 herausgenommen. Ab 1854 wurden sie zum Teil (102 Felder) in die Laurentiuskapelle sowie an anderen Stellen des Münsters eingebaut. Weitere Glasfenster aus der Dominikanerkirche werden im Musée de l’Œuvre Notre-Dame ausgestellt sowie in dessen Lagern aufbewahrt.

## Ausstattung
In der heutigen Kirche sind, neben historistischer Ausstattung (Radleuchter, Taufstein, Kanzel, …), auch erhaltene Grabdenkmäler aus dem Vorgängerbau zu besichtigen: die Grabplatten von Johannes Tauler († 1361) und eines Bischof Ortwein († 1514) sowie zwei Werke aus der Hand von Landolin Ohmacht.

### Orgel
Vorgänger der heutigen Orgel sind u. a. die vom Orgelbauer Rinck im Jahr 1700 geschaffenen Orgeln, die 1749 an die Stadt Ribeauvillé für die dortige St.-Georg-Kirche verkauft wurden. Sie waren von Legros im Jahr 1702 fertiggestellt worden und 1708 von Andreas Silbermann überprüft.

Die heutige Orgel wurde 1877 von Joseph Merklin erbaut, nachdem das 1749 von Johann Andreas Silbermann geschaffene Instrument während der Bombardierung von 1870 völlig zerstört wurde. Das heutige Instrument ist vom Charakter her französisch-romantisch. Es hat 40 Register auf drei Manualen und Pedal.
| I Grand Orgue C–g3 |     |
| Principal          | 16′ |
| Bourdon            | 16′ |
| Montre             | 8′  |
| Bourdon            | 8′  |
| Flûte harm.        | 8′  |
| Violoncelle        | 8′  |
| Prestant           | 4′  |
| Flûte octav.       | 4′  |
| Grand Cornet V     |     |
| Fourniture IV-V    |     |
| Bombarde           | 16′ |
| Trompette          | 8′  |
| Clairon            | 4′  |

| II Positif C–g3  |       |
| Principal        | 8′    |
| Bourdon          | 8′    |
| Salicional       | 8′    |
| Flûte octaviante | 4′    |
| Quinte-Flûte     | 2 ⁄3′ |
| Doublette        | 2′    |
| Trompette        | 8′    |
| Clarinette       | 8′    |
| Cor anglais      | 8′    |

| III Réxit expressif C–g3 |     |
| Quintaton                | 16′ |
| Rohrflûte                | 8′  |
| Flûte traversière        | 8′  |
| Viole de Gambe           | 8′  |
| Voix céleste             | 8′  |
| Octave                   | 4′  |
| Flûte d’écho             | 4′  |
| Flageolet                | 2′  |
| Piccolo                  | 1′  |
| Basson                   | 16′ |
| Trompette harm.          | 8′  |
| Basson-Hautbois          | 8′  |
| Voix humaine             | 8′  |
| Clairon                  | 4′  |
| Trémolo                  |     |

| Pédale C–f1  |     |
| Soubasse     | 32′ |
| Contrebasse  | 16′ |
| Soubasse     | 16′ |
| Octavebasse  | 8′  |
| Violoncelle  | 8′  |
| Grosse Flûte | 4′  |
| Bombarde     | 16′ |
| Trompette    | 8′  |
| Clairon      | 4′  |

- Koppeln: II/I, III/I, III 4′/I, III/II, I/P, II/P, III/P

## Ausmaße
- Innenlänge gesamt: 48,6 m
- Innenbreite: 29 m (Mittelschiff 17,5 m)
- Innenhöhe (Mittelschiff): 20 m
- Turmhöhe: 60 m (mit Kreuz 64 m)